# Glasgow Skeptics
Glasgow Skeptics is een sceptische organisatie in Glasgow. Zij streeft er naar het begrip van van de wetenschap, kritisch denken en vrijheid van meningsuiting te bevorderen.

## Geschiedenis
Glasgow Skeptics hield, geholpen door de Glasgow Brights, hun eerste "Glasgow Skeptics in the Pub"-bijeenkomst op 10 november 2009.

## Activiteiten

### Debatten

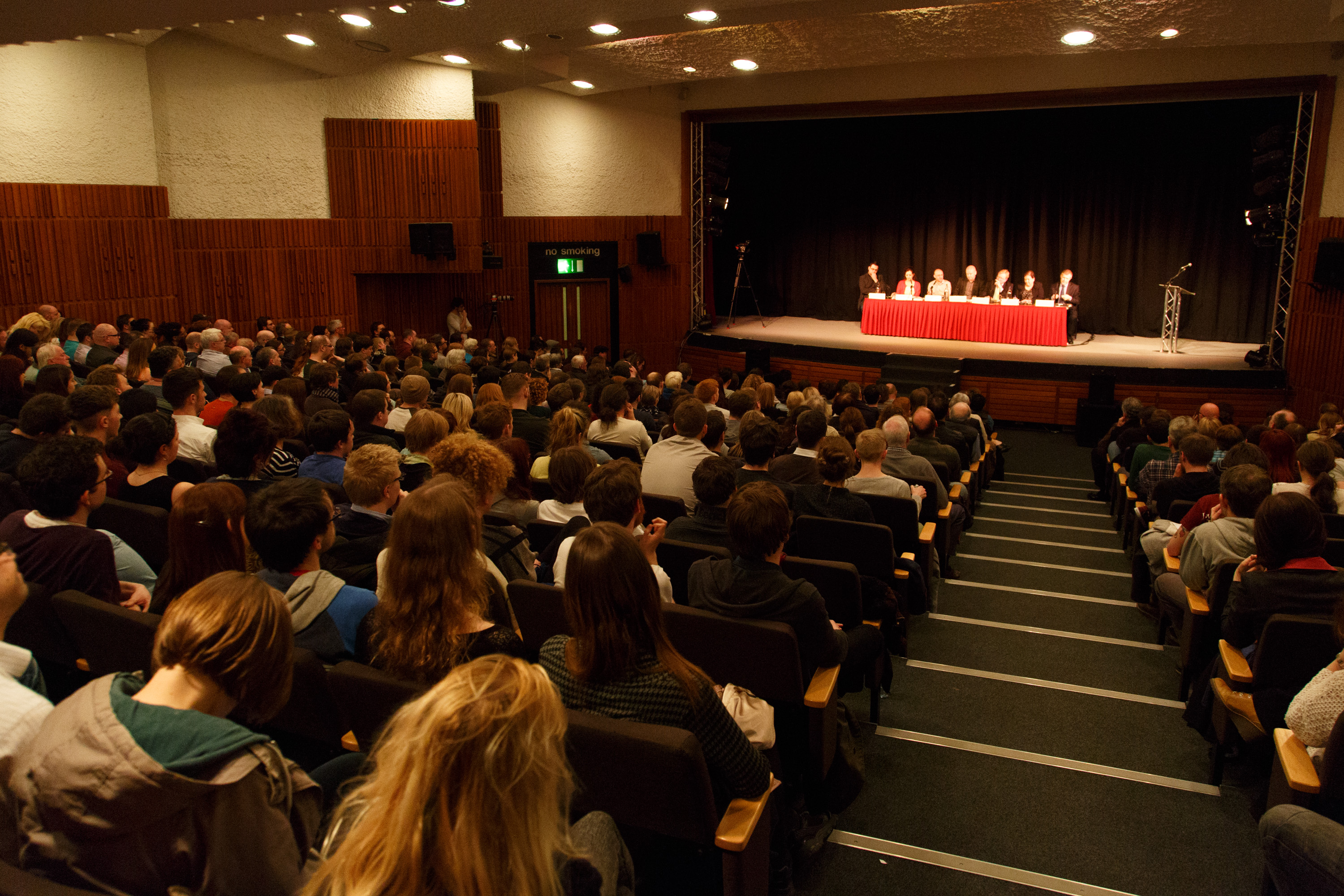
Debat over Schotse onafhankelijkheid, 24 maart 2014.

De Glasgow Skeptics organiseert regelmatig debatten en discussies over uiteenlopende onderwerpen. Zo organiseerden zij zowel vóór als na het referendum in 2014 een aantal debatten over de Schotse onafhankelijkheid. Hoewel de vereniging zelf officieel "strikt neutraal" bleef over de kwestie, toonden peilingen aan en schreef Guardian-journalist Libby Brooks dat een grote meerderheid van degenen die de debatten bijwoonden tot het "Ja"-kamp behoorden. Nadat het referendum een "Nee" als uitslag had, moedigde de Glasgow Skeptics aan het debat verder te blijven voeren over de toekomst van Schotland.

### Homeopathie
In 2010 deden de Glasgow Skeptics mee aan de 10:23-campagne die in het hele Verenigd Koninkrijk werd gehouden op initiatief van de Merseyside Skeptics Society. Men nam massaal een 'overdosis' aan homeopathische pillen om de onwerkzaamheid ervan publiek aan te tonen. In 2013 lanceerden de Glasgow Skeptics een petitie waarin zij NHS Greater Glasgow and Clyde (de lokale afdeling van de National Health Service) aanspoorden om de financiering van het Glasgow Homoeopathic Hospital te beëindigen.

### Skeptics in the Pub
Organisator Ian Scott meldde dat sinds de oprichting van de Glasgow Skeptics in november 2009 hun Skeptics in the Pub-evenementen steeds populairder werden. In maart 2010, toen Simon Singh een lezing hield over zijn boek Trick or Treatment? (Nederlandse titel: Bekocht of behandeld?) en zijn rechtszaak tegen de British Chiropractic Association, woonden ongeveer 65 mensen de maandelijkse bijeenkomst bij. In december 2009 besprak Ariane Sherine haar Atheïstische Buscampagne. In oktober 2014 gaf professor Helen Sang van het Roslin-Instituut van de Universiteit van Edinburgh een presentatie getiteld "Would You Eat a GM Chicken?" ("Zou jij een ggo-kip eten?" over de ethiek en problemen van genetisch gemodificeerd voedsel bij het voeden van een groeiende bevolking. Tijdens de 5e verjaardag van de Glasgow Skeptics in the Pub op 10 november 2014 sprak de lgbt-, atheïstische en secularistische activist Nathan Phelps over zijn voorbije ervaringen in de Westboro Baptist Church, hoe haar daarvan ontsnapte en zijn inspanningen voor Recovering from Religion, een organisatie voor ex-gelovigen.